# Claude Nicollier
Pour les articles homonymes, voir Nicollier.
Claude Nicollier, né le 2 septembre 1944 à Vevey, est un astrophysicien et astronaute suisse de l'Agence spatiale européenne. Il devient en 1992 le premier Suisse dans l'espace (Mission STS-46). Il a effectué quatre missions à bord de différentes navettes, dont deux ont été consacrées à la réparation et à la maintenance du télescope spatial Hubble. Lors de la première mission, il était chargé du pilotage du bras télémanipulateur de la navette et à ce titre a effectué la première capture en orbite du télescope spatial.

## Formation et premières activités
- En 1962, il obtient sa maturité au Gymnase de la Cité à Lausanne.
- En 1970, il a obtenu une licence en sciences physiques à l'Université de Lausanne.
- De 1970 à 1973, Claude Nicollier travaille comme scientifique à l'Institut d'astronomie de l'Université de Lausanne et à l'Observatoire de Genève.
- 1974, il entre ensuite à l'École suisse de l'aviation civile de Zurich avant d'être engagé comme pilote de ligne sur Douglas DC-9 par la compagnie Swissair.
- En 1975, il obtient un certificat d'astrophysique à l'université de Genève.
- Fin 1976, il bénéficie d'une bourse de l'Agence spatiale européenne (ESA), au département Science spatiale de Noordwijk (Pays-Bas), où il travaille comme chercheur à diverses missions d'astronomie dans l'infrarouge et participe notamment à la mission aéro-terrestre NASA-ESA ASSESS II.
- En 1978, l'ESA le sélectionne pour le premier groupe d'astronautes européens.
- En mai 1980 il rejoint la NASA tout en restant dans l'ESA pour suivre une formation de spécialiste de mission.
- En 1988, il suit une formation de pilote d'essai à l'Empire test pilots school de Boscombe Down (Royaume-Uni).
- En parallèle, entre 1966 et 2004, il est également pilote de milice dans les Forces aériennes suisses. Il a le grade de capitaine. Il pilote des Hawker Hunter et des Northrop F-5E Tiger II[1].

## Activités d'astronaute
Claude Nicollier a 4 vols à son actif avec quatre navettes spatiales différentes :
- Mission STS-46 en 1992 à bord de la navette spatiale Atlantis (31 juillet au 8 août 1992)
- Mission STS-61 en 1993 à bord de la navette spatiale Endeavour (2-13 décembre 1993)
- Mission STS-75 en 1996 à bord de la navette spatiale Columbia (22 février au 9 mars 1996)
- Mission STS-103 en décembre 1999 à bord de la navette spatiale Discovery (19-27 décembre 1999)

## Famille
Claude Nicollier, père de deux filles Maya née en 1974 et Marina née en  1978, est veuf de Susana Perez, originaire du Mexique, décédée le 28 décembre 2007. Il est l'arrière-petit-fils de Daniel Peter et l'arrière-arrière-petit-fils de François-Louis Cailler.

## Aujourd'hui
Il est professeur à l'École polytechnique fédérale de Lausanne (EPFL) où il donne un cours sur l'ingénierie spatiale. Il est membre de plusieurs associations, sociétés et clubs :
- Société astronomique suisse du Pacifique
- Société des officiers des Forces aériennes
- Académie suisse des sciences techniques (ASST)[2]
- Membre de la British Interplanetary Society
- Membre d'honneur de l'Aéro-Club de Suisse et de la Société suisse des ingénieurs et des architectes (SIA)
- Président de la Fondation du Musée de l'aviation militaire de Payerne
- Il siège au conseil d'administration de Swatch Group
- Membre d'honneur de "Schweizer Astronomietag Verein"[3].
- Membre du Comité d'honneur l'Action de soutien à l'enfance démunie[4].
- Membre de l'Académie de l'air et de l'espace (correspondant en 2013, membre en 2015)[5]

Par ailleurs, il participe activement à l'aventure de Solar Impulse comme chef des Opérations des essais en vol.

## Décorations
- NASA Distinguished Service Medal (2001)
- Quatre Flight Medals de la NASA pour les vols STS-46, -61, -75 et -103 (1992, 1993, 1996 et 1999)
- Collier Trophy (décerné à l'ensemble de l'équipage de STS-61) par la National Aeronautics Association américaine (1994)
- Prix d'honneur de la Fondation Pro Aero, Suisse (1992)
- Médaille d'or Yuri Gagarin de la Fédération aéronautique internationale (1994)
- Médaille d'argent de l'Académie de l'air et de l'espace, France (1994)
- Prix de l'université de Lausanne (1994)
- Docteur honoris causa de l'École polytechnique fédérale de Lausanne (EPFL) (1994)
- Docteur honoris causa de l'université de Genève (1994)
- Nommé professeur à l'École polytechnique fédérale de Lausanne (EPFL) (1994)
- Médaille Albert Einstein (1998)
- Mérite cantonal vaudois (2011)[7]